# Miss Julie
Miss Julie è un film del 1999 diretto da Mike Figgis.
Il film è basato sull'opera teatrale La signorina Julie di August Strindberg (1888).